# Venancio Flores

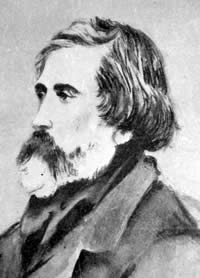
Venancio Flores

Venancio Flores Barrios (* 18. Mai 1808 in Trinidad, Uruguay; † 19. Februar 1868 in Montevideo) war ein uruguayischer General und Politiker.
1853 schloss sich Flores dem Militäraufstand gegen Präsident Giró in Uruguay an und wurde 1854 selbst Präsident. Doch bereits 1855 wurde auch er wieder vertrieben.
1858 musste Flores nach Buenos Aires fliehen und trat dort als Brigadegeneral in die Dienste Argentiniens. Es gelang ihm, den Präsidenten Bartolomé Mitre für die Einmischung in die Angelegenheiten Uruguays zu gewinnen. Er landete im April 1863, heimlich unterstützt von Mitre, mit nur 30 Mann bei Colonia del Sacramento und rückte dann gegen Montevideo vor. Hier erhielt er auch die Unterstützung Brasiliens gegen den regierenden Präsidenten Aguirre. Flores nahm La Florida und Salto, erstürmte Paysandú und rückte schließlich in Montevideo ein, wo er zum provisorischen Präsidenten ausgerufen wurde.
Flores schloss mit Argentinien und Brasilien eine Tripelallianz gegen den Diktator Francisco Solano López in Paraguay. Im Tripel-Allianz-Krieg übernahm er das Kommando über die Vorhut der verbündeten Truppen. Bei den folgenden Kämpfen konnte er sich mehrfach auszeichnen, musste jedoch nach starken Verlusten im September 1866 nach Montevideo zurückkehren.
Flores kümmerte sich anschließend ganz um die inneren Verhältnisse des Landes und versuchte eine Aussöhnung mit seinen innenpolitischen Gegnern herbeizuführen. Dies gelang ihm allerdings nicht. Nach einer Verschwörung wurde Venancio Flores am 19. Februar 1868, vier Tage nach Ende seiner letzten Amtszeit, in Montevideo ermordet.